# بت استوری
بت استوری (انگلیسی: Beth Storry؛ زادهٔ ۲۴ april ۱۹۷۸ (۴۶ سال)) ورزشکار هاکی روی چمن اهل بریتانیا است.
وی در مسابقات کشوری و بین‌المللی در مجموع برندهٔ ۱ مدال نقره، ۴ مدال برنز شده‌است.